# فیروز (رابر)
فیروز یک روستا در ایران است که در شهرستان رابر استان کرمان واقع شده‌است. فیروز ۸۷ نفر جمعیت دارد.

## جمعیت
این روستا در بخش هنزا قرار دارد و براساس سرشماری مرکز آمار ایران در سال ۱۳۸۵، جمعیت آن ۸۷ نفر (۱۷ خانوار) بوده‌است.